# Hyliota
Hyliota é um género de aves da família Sylviidae.

## Espécies
Este género contém as seguintes espécies:
- Hyliota australis
- Hyliota flavigaster
- Hyliota usambara
- Hyliota violacea

1. ↑  «Hyliotidae». aviansystematics.org. The Trust for Avian Systematics. Consultado em 16 de julho de 2023